# Romina Becks
Romina Becks (* 29. Dezember 1987 in Duisburg) ist eine deutsche Schauspielerin, Fernsehmoderatorin und Model. Sie startete ihre mediale Karriere als Teenager mit verschiedenen redaktionellen Tätigkeiten, u. a. bei Interaktiv (VIVA) und RTL. Später wechselte sie vor die Kamera.

## Leben
Aufgewachsen in Düsseldorf, begann Becks bereits im Alter von drei Jahren ihre Leidenschaft für die Bühne zu entwickeln. So nahm sie früh unzählige Tanzstunden (u. a. Ballett, Jazz, Modern Dance, Hip-Hop und Zeitgenössischer Tanz) und bewies mehrfach ihr Können während ihrer Tanzausbildung am Tanzhaus NRW in Düsseldorf. In der Saison 2007 war sie zudem beim NFL-Europa-Team Rhein Fire als Cheerleaderin aktiv.
Von Oktober 2007 bis Februar 2012 spielte Becks in der ARD-Vorabendserie Verbotene Liebe die Rolle der Miriam Pesch. Ihren Bekanntheitsgrad hat sie seither u. a. durch eine Fotostrecke in der Männerzeitschrift FHM, als eines der berühmten Gesichter für eine PETA-Kampagne oder dem Auftritt als Gastgeberin in der VOX-Sendung Das perfekte Promi-Dinner zusammen mit Juliette Schoppmann, Henning Krautmacher und Kena Amoa erweitert. Am 30. September 2011 stellte sie VIVA als ein neues Mitglied des Moderatoren-Teams vor. Von Oktober 2011 bis September 2015 moderierte sie die VIVA Top 100 und VIVApedia auf dem Musiksender. 